# Bronisław Pawlik
Bronisław Pawlikⓘ (ur. 8 stycznia 1926 w Krakowie, zm. 6 maja 2002 w Warszawie) – polski aktor teatralny, filmowy i radiowy.

## Życiorys
Podczas II wojny światowej był robotnikiem kolejowym. W 1946 zadebiutował rolą Happiasza w „Homerze i Orchidei” Tadeusza Gajcego w reżyserii Iwona Galla w Teatrze Wybrzeże w Gdańsku. W 1947 ukończył krakowskie Studio Dramatyczne Iwona Galla. Był aktorem Teatru Wybrzeże w Gdańsku (1946–1949), Teatru im. Jaracza w Łodzi (1949–1952), teatrów warszawskich (Teatr Narodowy, Teatr Polski, Teatr Ateneum, Teatr Powszechny (od 1952), Teatru Współczesnego (od 1989). Występował również w Kabarecie Starszych Panów oraz w popularnym programie dla dzieci Miś z okienka, w którym debiutował 23 czerwca 1957.

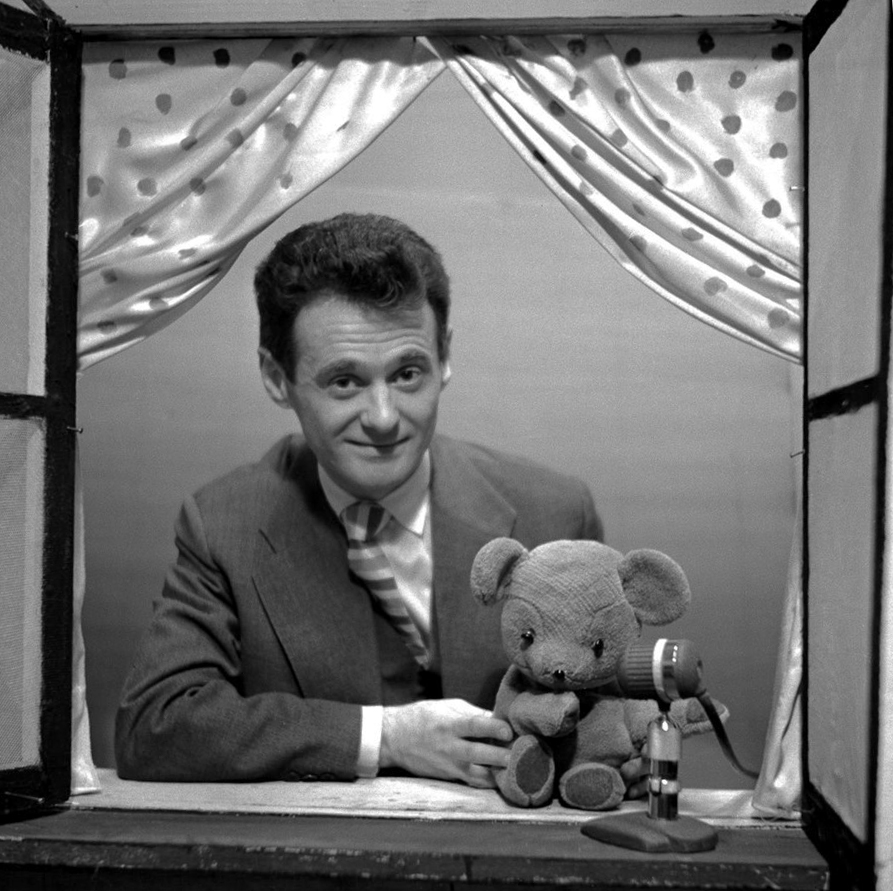
Bronisław Pawlik w programie telewizyjnym Miś z okienka

Był aktorem Teatru Polskiego Radia, m.in. odtwórca roli „Mordeczki” w cyklicznym słuchowisku Okno na świat – Programu III Polskiego Radia. W 1988 został nagrodzony „Wielkim Splendorem” – prestiżową nagrodą przyznawaną przez Zespół Artystyczny Teatru Polskiego Radia dla aktorów – wykonawców słuchowisk radiowych.

## Życie prywatne
Był żonaty z aktorką Anielą Świderską. Aktor zmagał się z chorobą alkoholową. Zmarł na raka żołądka. Został pochowany na cmentarzu Powązkowskim w Warszawie (kwatera J, rząd 5, grób 22).

## Filmografia

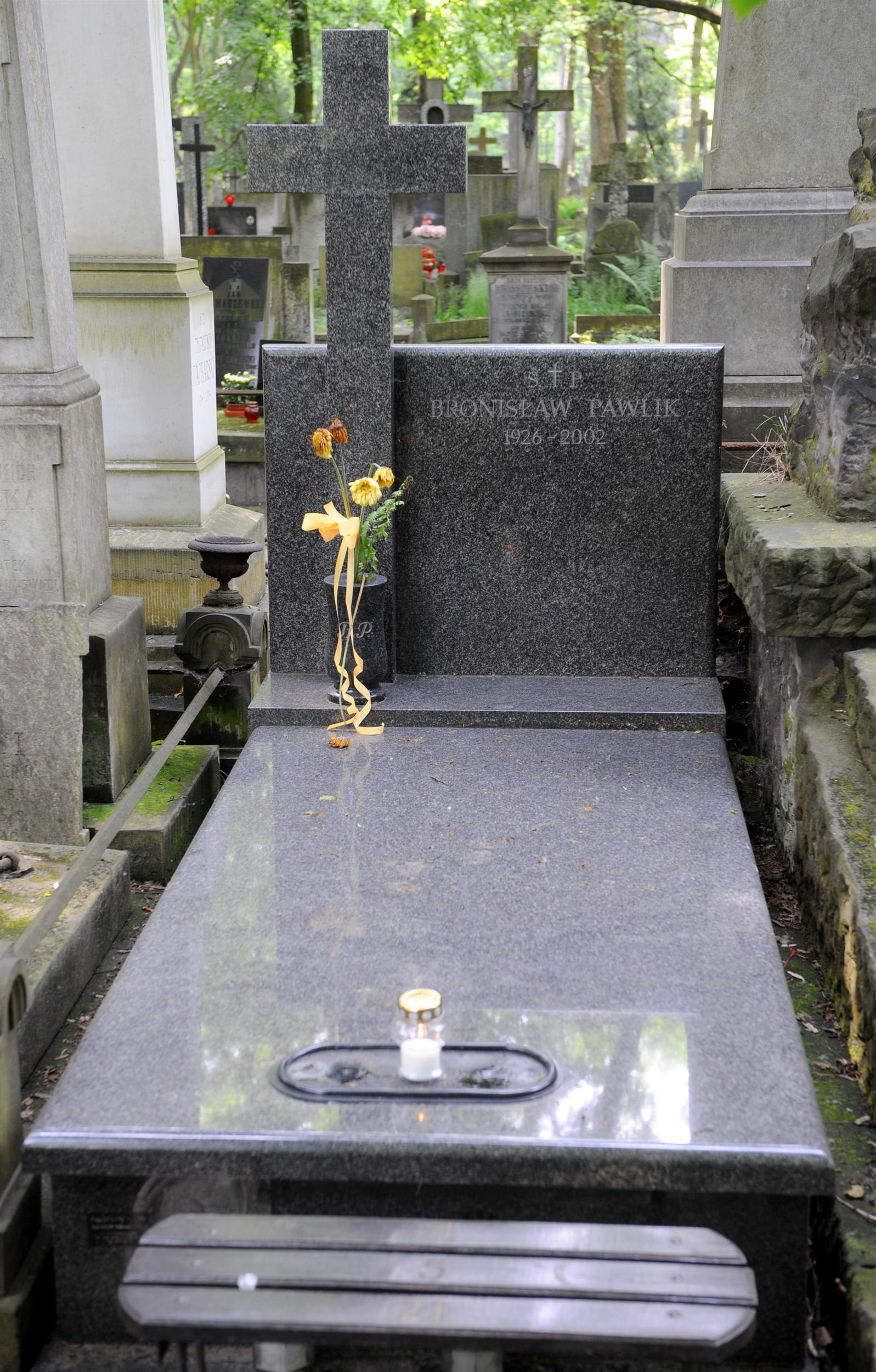
Grób aktora na cmentarzu Powązkowskim (2008)

- 1950: Warszawska premiera – handlarz
- 1954: Domek z kart – żołnierz radziecki
- 1954: Celuloza – Leon Krusiewicz, PPS-owiec
- 1954: Pod gwiazdą frygijską – Leon Krusiewicz
- 1955: Godziny nadziei – fryzjer Szczeżuja
- 1956: Warszawska syrena – Kot
- 1957: Ewa chce spać – policjant Ciapała
- 1957: Kapelusz pana Anatola – kapitan milicji
- 1958: Krzyż Walecznych – Florczak
- 1958: Orzeł – mat Rokosz
- 1958: Pożegnania – polski żołnierz
- 1959: Inspekcja pana Anatola – por. Stanisław Zaremba udający lokaja
- 1959: Tysiąc talarów – Marek Drapka
- 1960: Walet pikowy – Ignac
- 1960: Mąż swojej żony – Michał Karcz
- 1960: Ostrożnie Yeti – kierowca
- 1961: Historia żółtej ciżemki – Gregorius, wędrowny kuglarz
- 1961: Bitwa o Kozi Dwór – dorosły Franek, narrator opowieści
- 1962: Wielka, większa i największa – Bronek, ojciec „Groszka”
- 1962: Klub kawalerów – Jan Piorunowicz
- 1963: Smarkula – taksówkarz Florian
- 1963: Naganiacz – Michał
- 1963: Liczę na wasze grzechy – w roli samego siebie
- 1964: Nieznany – Stanisław Krawczyk
- 1965: Sposób bycia – Merliński
- 1965: Wózek – więzień włoski
- 1966: Niewiarygodne przygody Marka Piegusa – redaktor, przyjaciel Marka
- 1966: Don Gabriel – profesor Gabriel Tomicki
- 1966: Piekło i niebo – pustelnik w czyśćcu
- 1966: Klub profesora Tutki – zdradzany mąż (odc. 3)
- 1967: Zbrodnia lorda Artura Savile’a – pirotechnik
- 1967: Ojciec – dyrektor szkoły
- 1967: Człowiek, który zdemoralizował Hadleyburg – Jackie Cox, redaktor „Hadleyburg Star”
- 1967: Mąż pod łóżkiem – Andreicz
- 1967–1968: Stawka większa niż życie – antykwariusz (odc. 2, 5 i 6); zegarmistrz, łącznik por. Hansa Klossa (odc. 8 i 14)
- 1967: Komedia z pomyłek – Robertson, redaktor „Saturday Weekly Review”
- 1967: Katarynka – fryzjer Fitulski
- 1968: Hrabina Cosel – alchemik Bettger
- 1968: Hrabina Cosel (serial) – alchemik Bettger (odc. 1)
- 1968: Wilcze echa – Tosiek Matuszczak
- 1968: Mistrz tańca – Józef
- 1969: Szkice warszawskie – właściciel chevroleta (cz. 3)
- 1969: Nowy – mistrz Kędzierski
- 1969: Jak zdobyć pieniądze, kobietę i sławę – fryzjer zdobywający pieniądze
- 1969: Piąta rano – Hieronim, ojciec Joanny i Katarzyny
- 1970: Najlepszy kolega – Adam Adamczyk
- 1971: Wiktoryna czyli czy pan pochodzi z Beauvais? – oberżysta w „Czerwonej oberży”
- 1971: Niebieskie jak Morze Czarne – dyrektor fabryki obuwia występujący w telewizji
- 1971: Kłopotliwy gość – Marian Piotrowski
- 1972: Poślizg – właściciel fiata
- 1972: Chłopi (serial) – kowal Michał, zięć Macieja Boryny
- 1973: Nagrody i odznaczenia – doktor Zanik
- 1973: Droga – Krawczyński, ojciec Joli (odc. 4)
- 1973: Chłopi – kowal Michał, zięć Macieja Boryny
- 1974: Nie ma mocnych – dyrektor PGR
- 1974: Nie ma róży bez ognia – administrator
- 1974: Pójdziesz ponad sadem – nauczyciel geografii
- 1975: Ziemia obiecana – żebrak (odc. 2)
- 1976: Zezem − Adolf Górny; dziadek Czarka (odc. 1); urzędnik (odc. 2)
- 1976: Polskie drogi – Jedliński, nauczyciel geografii (odc. 2, 4-5)
- 1976–1978: Parada oszustów −
  - Pierre Ranaud, farmaceuta (odc. 1)
  - Hans Kraft, nowy właściciel jaguara (odc. 2)
  - Florian Winiarski, jubiler (odc. 3)
  - Thompson, celnik (odc. 4)
- 1977: Lalka – Ignacy Rzecki
- 1977: Granica – niespełniony poeta w salonie Kolichowskiej
- 1978: Zielona miłość – Karol (ojczym „Sarny”)
- 1978: Rodzina Połanieckich – profesor Waskowski
- 1978: Zmory – Michał Srebrny, ojciec Mikołaja
- 1978: Koty to dranie – lekarz
- 1978: Co mi zrobisz, jak mnie złapiesz – fotograf Roman Ferde
- 1979: Doktor Murek – Cipak
- 1979: Gwiazdy poranne – ksiądz
- 1980: Kłusownik – leśniczy Pietruszka
- 1980: Kariera Nikodema Dyzmy – Leon Kunik-Kunicki
- 1980: Miś – pracownik w Klubie Sportowym „Tęcza”
- 1980: Ciosy – poeta Janusz Obrocki
- 1980: Bez miłości – docent
- 1981: Filip z konopi – profesor
- 1982: Na tropach Bartka – leśniczy Pietruszka
- 1982: Niech cię odleci mara – Józef Piasecki, ojciec Witka
- 1982: Pensja pani Latter – Zgierski, wierzyciel pani Latter
- 1982: Przygrywka – Andrzej, dziadek rodzeństwa
- 1983: Alternatywy 4 – Dionizy Cichocki
- 1983: Thais – Eukritos, nauczyciel Pafnucego
- 1983: Marynia – profesor Waskowski
- 1983: Kasztelanka – weteran
- 1983: Fachowiec – majster Walicki, ojciec Heleny
- 1983: Akademia pana Kleksa – król Bronisław
- 1984: Siedem życzeń – Kazimierz Michalewicz „Cebula”, nauczyciel geografii, dyrektor szkoły
- 1984: Umarłem, aby żyć – Zygmunt Bruzda, ojciec zmarłego w szpitalu na Solcu Krzysztofa
- 1984: 1944 (odc. 3)
- 1985: Och, Karol – teść Karola
- 1985: Urwisy z Doliny Młynów – sołtys Sajewicz
- 1985: Bariery – profesor
- 1985: Sceny dziecięce z życia prowincji – stary Ch.
- 1985: Spowiedź dziecięcia wieku – Larive
- 1986: Komediantka – Orłowski, ojciec Janki
- 1986: Zmiennicy – Stanisław Lesiak, były zmiennik Jacka
- 1986: Wcześnie urodzony – lekarz
- 1987: Tabu – organista
- 1987: Śmierć Johna L. – mąż pani Anny
- 1987: Sonata marymoncka – Biliński
- 1987: Cesarskie cięcie – leśniczy Bronisław Stec, ojciec Wiesi
- 1987: Komediantka – Orłowski, ojciec Janki
- 1987: Ballada o Januszku – kuracjusz Sitkowski
- 1987: Pantarej – Sędzimirski
- 1987: Sami dla siebie – Jońca, dyrektor domu dziecka
- 1987: Misja specjalna – ksiądz kapelan
- 1988: Banda Rudego Pająka – leśniczy (odc. 2)
- 1988: Piłkarski poker – Bronek, działacz starej daty w „Powiślu”
- 1988: Spadek – Stasiek Pyzik, przyjaciel Zabielaka
- 1988: Prywatne niebo – służący Stefan
- 1988: Męskie sprawy – Magówka, stróż w browarze Turowskiego
- 1988: Łabędzi śpiew – Zyga, reżyser filmowy
- 1988: Dekalog VIII – filatelista, sąsiad Zofii
- 1989: Żelazną ręką – szlachcic na dworze królewskim
- 1989: Kanclerz – marszałek Andrzej Opaliński
- 1989: Modrzejewska – Jan Jasiński
- 1989: Urodzony po raz trzeci – Zygmunt Bruzda, ojciec zmarłego Krzysztofa
- 1989: Sceny nocne – Wojciech Stanisławowicz
- 1989: Po własnym pogrzebie – Zygmunt Bruzda, ojciec zmarłego Krzysztofa
- 1989: Odbicia – ojciec Andrzeja
- 1990: Superwizja – profesor Keller
- 1990: Dziewczyna z Mazur (odc. 2) – w roli samego siebie
- 1991: Obywatel świata – profesor „Pała”
- 1991: Niech żyje miłość – mecenas, sąsiad Brońskich
- 1992: Żegnaj Rockefeller – ksiądz
- 1993: Goodbye Rockefeller – ksiądz
- 1993: Lepiej być piękną i bogatą – strażnik w fabryce
- 1993: Przypadek Pekosińskiego – sędzia
- 1993–1994: Bank nie z tej ziemi – członek rady nadzorczej banku; zegarmistrz Bartłomiej Kontakt (odc. 12)
- 1995: Szabla od komendanta – Jakubek Szewczyk
- 1995: Nic śmiesznego – cenzor na kolaudacji filmu Adama
- 1995: Kamień na kamieniu – Bartłomiej Kuś
- 1996: Poznań 56 – dziadek Piotrka
- 2001: Tam, gdzie żyją Eskimosi – starzec w bibliotece
- 2002: Wszyscy święci – Bogdan, przyjaciel Marii z oddziału

## Dubbing
- 1976−1977: Gucio i Cezar – Cezar
- 1978: Proszę słonia

## Role teatralne
- Smierdiakow (Bracia Karamazow, Fiodor Dostojewski)
- Danton (Sprawa Dantona, Stanisława Przybyszewska)[6]

## Nagrody i odznaczenia
- nagroda Wielki Splendor (1988)[2]
- Srebrny Medal na Międzynarodowym Festiwalu Filmowym w Moskwie za rolę w filmie Orzeł (1959)[7]
- Krzyż Komandorski Orderu Odrodzenia Polski za wybitne zasługi dla kultury polskiej, za osiągnięcia w pracy artystycznej (30 kwietnia 2001)[8]
- Krzyż Kawalerski Orderu Odrodzenia Polski (1965)
- Odznaka 1000-lecia Państwa Polskiego (1967)
- Odznaka „Zasłużony Działacz Kultury” (1980)
- Odznaka honorowa „Za Zasługi dla Warszawy” (1978)
- Medal 400-lecia stołeczności Warszawy (1997)
- Nagroda przewodniczącego Komitetu do spraw Radia i Telewizji za twórczość radiową i telewizyjną (1975)[9]